# Внешняя политика Вьетнама
Внешняя политика Вьетнама — общий курс Вьетнама в международных делах. Внешняя политика регулирует отношения Вьетнама с другими государствами. Реализацией этой политики занимается Министерство иностранных дел Вьетнама.

## История
В 1975 году правительство Южного Вьетнама пало в результате Весеннего наступления сил Вьетконга. Коммунистическая партия Вьетнама считала, что интересы внешней политики подчиняются первостепенной задаче национального освобождения и воссоединения. Только с окончанием Вьетнамской войны Ханой полностью сосредоточился на проблемах внешней политики. Среди наиболее острых были отношения Вьетнама с Лаосом, Камбоджей, Китаем, Советским Союзом, странами-членами Ассоциации государств Юго-Восточной Азии (АСЕАН) и странами западного мира. Как и во внутренней политике, в международных связях доминировала идеология и национализм.
С идеологической точки зрения вьетнамцы считали, что выполняют свой международный социалистический долг, победив крупного империалистического врага США и осуществив революцию, которая может стать образцом для стран третьего мира. Коммунистическая идеология в свою очередь служила интересам вьетнамского национализма, предоставляя базу для достижения  националистических целей. Например, марксистско-ленинский путь предполагал создание союза трёх индокитайских государств, так как это бы сыграло важную роль в борьбе против империализма. По той же причине решение Ханоя в 1978 году свергнуть режим Пола Пота в Камбодже было оправданным на том основании, что этой стране нужно новое правительство, более тесно связанное с марксистско-ленинскими принципами, чтобы установить эффективный союз против империализма. Идеологические и националистические цели, таким образом, часто взаимозаменяемы, и вьетнамская внешняя политика может рассматриваться как служащая национальным интересам и международным идеям коммунизма одновременно. Однако, в конечном итоге национализм и национальная безопасность остались главными принципами внешней политики Вьетнама.

## Внешняя политика в военной сфере
Частью современного внешнеполитического курса Вьетнама в военной сфере является т.н. политика «трёх нет» — сохранение мирных отношений с более развитыми и влиятельными государствами с помощью отказа от участия в любых военных союзах, а также размещения на территории государства военных баз других государств.